# Someone to Call My Lover
Someone to Call My Lover è una canzone della cantante statunitense Janet Jackson presente nel suo settimo album in studio All for You. Scritta e prodotta dalla stessa Jackson con Jimmy Jam & Terry Lewis, fu estratta come secondo singolo dell'album a giugno 2001.

## Descrizione
All'epoca dell'incisione dell'album All for You Janet Jackson aveva da poco divorziato dal marito René Elizondo Jr., dopo quasi dieci anni di matrimonio. Someone to Call My Lover, come varie altre canzoni dell'album, parla di questo e della sua nuova condizione di donna single, nell'attesa paziente di trovare qualcuno da «chiamare ancora mio».
Il riff di chitarra lungo la canzone è un campionamento del successo Ventura Highway (1972) del gruppo musicale America. Il loop durante il ritornello è un'interpolazione della Gymnopédie No. 1 del compositore classico francese Erik Satie, suonata in un tempo di 4/4 anziché nell'originale 3/4.
Janet Jackson cercava da anni di rintracciare l'orecchiabile composizione di Satie: «Da bambina quando tornavo a casa da scuola c'era un programma intitolato Il film delle 3:30 nel quale venivano trasmessi i musical della MGM. Ricordo che stavo guardavo Singin' in the Rain, e durante una pubblicità con una donna tutta vestita di bianco, non ricordo se fosse per Dove o qualcosa di simile, si sentiva questo 'Da, da, da'. Era la composizione di Erik Satie. Non ho mai scoperto chi fosse l'autore, ma questa canzone non mi ha mai lasciata».
La cantante raccontò di essersi imbattuta ancora nella canzone circa sette anni dopo in una boutique di Ralph Lauren: «Dissi: 'Oh accidenti! È alla radio o è in un CD?' […] 'Vi prego, ditemi che è un CD'. Mi risposero: 'È un CD –be', in realtà è una raccolta di Ralph Lauren e non abbiamo più il disco'. Io ero già disperata, ma alla fine mi dettero quel CD.»
La popstar continuava: «Lo portai di filato a Jimmy [Jam] dicendo: 'Jimmy, devo farti sentire una cosa', e allora lui vide quanto adorassi quella canzone. Non utilizzò il brano nella versione originale, in un certo senso in Someone to Call My Lover, un brano che mi riporta alla mia infanzia, mise piuttosto il suo gusto. »
La versione So So Def Remix rappresentò la prima collaborazione della cantante con Jermaine Dupri. Questa contribuì a portare il singolo alla posizione numero tre nella classifica di Billboard (Stati Uniti).
Il singolo fu nominato ai Grammy Awards nel 2002 nella categoria "Miglior interpretazione femminile pop". Il premio fu infine assegnato a Nelly Furtado per I'm Like a Bird.
La traccia fu inserita dalla Jackson anche nella scaletta dell'All for You Tour.

## Il video
Nel videoclip di Someone to Call My Lover, diretto da Francis Lawrence, Janet Jackson guida una vecchia decappottabile lungo strade circondate da sterminati campi di grano e praterie, si ferma ed entra in un bar, dove trova un jukebox. Qui comincia a cantare e ballare e fa festa con gli avventori del locale. Infine lascia il posto facendo l'autostop.
Del video fu realizzata anche una versione remix con l'audio del So So Def Remix, che differisce dall'originale per la presenza di Jermaine Dupri in alcune scene.
Il filmato originale fu incluso nel DVD dell'edizione a tiratura limitata di All for You, mentre la versione So So Def Remix fu pubblicata nella raccolta di video del 2004 From janet. to Damita Jo: The Videos.

## Classifiche

### Classifiche settimanali
| Classifica (2001)              | Posizione massima |
| ------------------------------ | ----------------- |
| Australia                      | 15                |
| Belgio (Fiandre)               | 32                |
| Belgio (Vallonia)              | 38                |
| Canada                         | 9                 |
| Francia                        | 58                |
| Germania                       | 65                |
| Irlanda                        | 21                |
| Italia                         | 34                |
| Nuova Zelanda                  | 18                |
| Paesi Bassi                    | 28                |
| Regno Unito                    | 11                |
| Billboard (USA)                | 3                 |
| Rhythm and blues/hip hop (USA) | 11                |
| Dance (USA)                    | 1                 |
| Svezia                         | 49                |
| Svizzera                       | 42                |

### Classifiche di fine anno
| Classifica (2001) | Posizione |
| ----------------- | --------- |
| Stati Uniti       | 38        |